# Igliczka niepozorna
Igliczka niepozorna (Leptorhaphis epidermidis (Ach.) Th. Fr.) – gatunek grzybów z klasy Dothideomycetes. Ze względu na symbiozę z glonami zaliczany do porostów.

## Systematyka i nazewnictwo
Pozycja w klasyfikacji według Index Fungorum: Naetrocymbaceae, Incertae sedis, Incertae sedis, Dothideomycetes, Pezizomycotina, Ascomycota, Fungi.
Po raz pierwszy opisany w 1799 roku. Erik Acharius nadał mu nazwę Lichen epidermidis. Obecną, uznaną przez Index Fungorum nazwę po raz pierwszy użył Theodor Magnus Fries w 1861 r.
Ma ponad 20 synonimów. Niektóre z nich:
- Spermatodium epidermidis (Ach.) Trevis. 1860
- Spermatodium oxysporum (Nyl.) Trevis. 1860
- Verrucaria albissima Nyl. 1861[3].

Polska nazwa według W. Fałtynowicza.

## Morfologia
Plecha endofloedyczna, wrastająca w komórki korka, niewyraźna. Fotobionty bardzo rzadkie. Perytecja rozproszone i w połowie zanurzone w podłożu. Egzotecja o średnicy 0,1–0,2 mm, półkuliste, czarne. Ich eliptyczna obwódka o długości 0,3–0,5 mm jest poziomo rozrośniętą dolną częścią inwolukrelum i przykrywa ją warstwa korka. Ekscypulum o średnicy 0,2–0,3 mm, bezbarwne, półkuliste ze spłaszczoną lub zaokrągloną nasadą. Brunatnoczarne inwolukrelum daleko wrasta w podłoże odstając od ekscypulum i zazwyczaj jest soczewkowate, rzadziej półkuliste. Zarodniki o tępych lub zaostrzonych wierzchołkach, wrzecionowato-igiełkowate lub kiełbaskowate, proste lub nieco wygięte, 2–4-komórkowe, 20–35 × 2–4 µm.

## Występowanie i siedlisko
Występuje w Ameryce Północnej, Europie i Azji. W Europie jest szeroko rozprzestrzeniony. W Polsce jest dość częsty, występuje na korze brzóz.